# John Cazale
John Cazale (12. srpna 1935 Boston – 12. března 1978 New York) byl americký filmový a divadelní herec. Za svou kariéru natočil pět slavných klasických filmů mezi které patří první dva díly Kmotra. Všechny tyto filmy byly nominovány na Oscara za „Nejlepší film“ (nakonec ho dostaly filmy Psí odpoledne, Rozhovor a Lovec jelenů).

## Počátek kariéry
Cazale se narodil jako Italoameričan v Bostonu; všichni čtyři jeho prarodiče byli ze Sicílie a emigrovali do New Yorku kolem roku 1890. Studoval drama na Oberlin College a na Boston University, kde promoval. Později se přestěhoval do New Yorku a pracoval tam jako kurýr u Standard Oil, kde se seznámil s Al Pacinem, dalším začínajícím hercem. „Když jsem poprvé viděl Johna, hned jsem si myslel, že je hodně zajímavý,“ vzpomíná Pacino. „Vždycky měl kolem sebe hodně lidí, protože měl velmi příjemné vystupování.“
Během doby, kdy spolu bydleli v obecním domě v Provincetownu v Massachusetts, oba hráli ve hře Israele Horovitze, The Indian Wants the Bronx, za kterou oba vyhráli cenu Obie Award. Později vyhrál Obie za hlavní roli v Horovitzově hře Line, kde si ho všiml ředitel castingu Kmotra Fred Roos, který ho představil režisérovi Francisi Fordu Coppolovi.
Měl hrát s Robertem De Nirem a svou snoubenkou Meryl Streepovou v divadle, kde se oba seznámili v roce 1976, ale předčasná smrt tomu zabránila.

## Herecká kariéra
Kmotr I a II
Cazale zde hrál svůj filmový debut, po boku starého přítele Al Pacina, roli Freda Corleoneno ve filmu F. F. Coppoly Kmotr. Film zlomil televizní rekord a udělal z Pacina, Cazaleho a z několika dalších neznámých herců filmové hvězdy a vysloužil si za ni nominaci na Zlatý glóbus.
Hrál ve stejné roli v roce 1974 v pokračování Kmotr II. I v něm byl kritiky kladně hodnocen.
Dvanáct let po jeho smrti se objevil ve svém šestém filmu Kmotr III (1990), v archivních scénách. Kmotr III byl také nominován na Oscara za nejlepší film.
Lovec jelenů
Během své poslední filmové role v Lovci jelenů mu byla diagnostikována rakovina kostí, ale Cazale pokračoval v práci i se svou snoubenkou Meryl Streepovou. Režisér Michael Cimino musel předělat plán natáčení, který napsal scenárista Andy Dougan, se souhlasem Cazaleho a Streepové, že všechny jeho scény se budou natáčet jako první. Dokončil všechny své scény, ale zemřel příliš brzy, 12. března 1978, předtím, než byl film dokončen. Byl pohřben v Holy Cross Cemetery v Malden, ve státě Massachusetts.
Jeho život a kariéra byla popsána v dokumentárním filmu I Knew It Was You, režie Richard Shepard, která měla premiéru v roce 2009 na Sundance Film Festival a byla také uvedena televizí HBO.
Také hrál s Gene Hackmanem v Coppolově filmu Rozhovor (1974).

## Filmografie
John Cazale účinkoval za svůj život v 5 filmech, plus v šestém po své smrti (archivní záběry). Všech 6 filmů s jeho účastí bylo nominováno na Oscara za nejlepší film. Tři z nich ho i získaly.
| premiéra          | film          | role                             |
| ----------------- | ------------- | -------------------------------- |
| 15. březen 1972   | Kmotr         | Fredo Corleone                   |
| 7. duben 1974     | Rozhovor      | Stan                             |
| 12. prosinec 1974 | Kmotr II      | Fredo Corleone                   |
| 21. září 1975     | Psí odpoledne | Salvatore Naturile               |
| 8. prosince 1978  | Lovec jelenů  | Stanley „Stosh“                  |
| 25. prosinec 1990 | Kmotr III     | Fredo Corleone (archivní záběry) |